# Émeutes à Soukhoumi de 1989
Des émeutes éclatent en juillet 1989 à Soukhoumi en RSS autonome d'Abkhazie (URSS). Déclenchées en raison d'une augmentation des tensions ethniques entre les communautés abkhaze et géorgienne, des combats de rue et des troubles civils ont lieu dans la capitale abkhaze et dans toute l'Abkhazie pendant plusieurs jours.
Elles débutent après une manifestation abkhaze contre l'ouverture d'une branche de l'Université d'État de Tbilissi à Soukhoumi le 16 juillet 1989, qui est pillée par les manifestants. Les troubles font au moins 18 morts et 448 blessés, principalement des Géorgiens, avant que l'armée soviétique n'intervienne pour mettre un terme aux violences inter-ethniques et ne déclare la loi martiale.

## Contexte
Les révoltes de Soukhoumi de 1989 s'inscrivent dans un contexte de tensions ethniques, politiques et sociales qui se sont intensifiées au cours des années 1980. Avant cette date, la Géorgie, tout comme les autres républiques de l'Union soviétique, était sous le contrôle de Moscou, mais des mouvements nationalistes et des conflits ethniques étaient déjà présents.
La Géorgie, une république du Caucase du Sud, a été intégrée à l’Union Soviétique en 1921, après une brève période d'indépendance. Bien que la Géorgie ait conservé une certaine autonomie culturelle, les tensions entre les groupes ethniques et  les politiques centralisées de Moscou ont créé des frictions internes. Avant 1989, plusieurs événements avant-gardistes démontraient la complexité des relations entre les communautés abkhaze et géorgienne.

### Le statut Abkhaze
L'Abkhazie, une région située en Géorgie, a une population majoritairement abkhaze, mais aussi une grande proportion de Géorgiens. Dès les années 1930, les autorités soviétiques avaient redéfini les frontières administratives de la région en la déclarant une république autonome au sein de la Géorgie soviétique. Cependant, les Abkhazes ont dû faire face aux tentatives d'assimilation des Géorgiens. 
Sous Joseph Staline, une politique de déportation massive fut mise en œuvre. En 1944, les autorités soviétiques, sur fond de suspicion de collaboration avec les nazis, déportèrent la population meskheti, une minorité turc de Géorgie. Cette politique de déportation créa une peur chez les Abkhazes et Géorgiens, se méfiant du gouvernement soviétique.

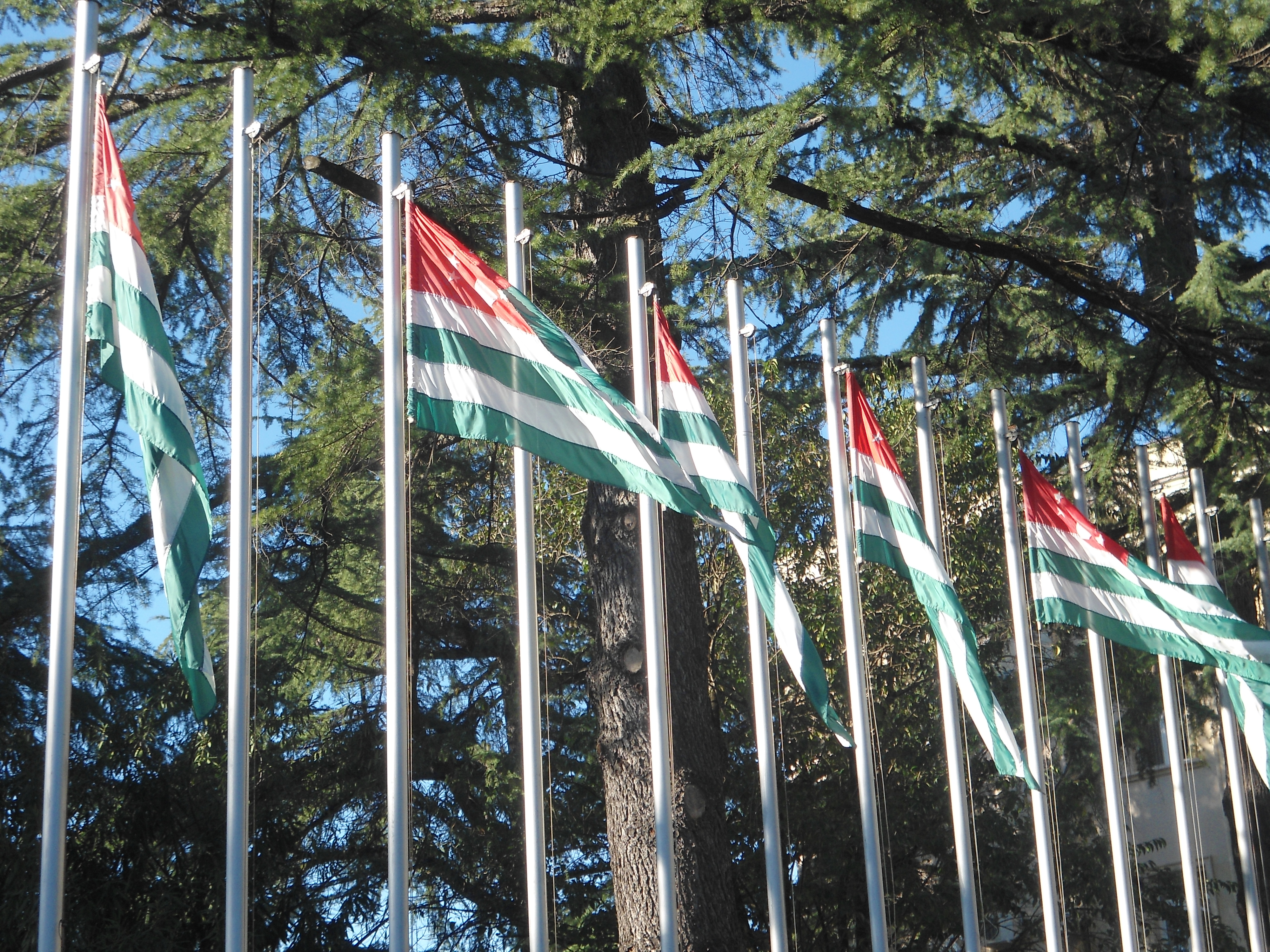
Drapeau Abkhaze à Soukhoumi, symbolisant l’appartenance de ses habitants à cette nation

Dans les années 1970 et 1980, des mouvements nationalistes géorgiens se renforcèrent , en grande partie en réaction à l'idée d'une homogénéité imposée par Moscou et à la politique de « russification ». Ces mouvements cherchèrent à réaffirmer l'identité culturelle et politique de la Géorgie, au détriment des communautés abkhazes, russes et musulmanes. Les Abkhazes, en particulier, se sentaient de plus en plus marginalisés dans la république géorgienne, craignant que la politique géorgienne n'aboutisse à leur assimilation.

### Intensification des tensions
Dans les années 1980, les tensions en Abkhazie devinrent plus palpables. En 1987, des manifestations eurent lieu à Soukhoumi, où des Abkhazes protestaient contre ce qu'ils percevaient comme une domination des Géorgiens dans les affaires locales. Ces tensions ethniques avaient un fondement à la fois historique et politique : les Abkhazes revendiquaient plus d’autonomie et craignaient que leur culture et leur identité disparaissent sous la pression des politiques de Moscou et du renforcement démographique géorgien dans la région.
Le début de la perestroïka de Mikhaïl Gorbatchev dans les années 1980, qui visait à réformer l'Union soviétique, ouvrit la voie à des mouvements de libération nationale dans plusieurs républiques soviétiques, y compris la Géorgie. Cette libéralisation du régime communiste renforça les revendications indépendantistes géorgiennes, et des manifestations pour la démocratie et contre le contrôle soviétique se multiplièrent dans les grandes villes géorgiennes, notamment Tbilissi.
Les tensions ethniques entre Abkhazes et Géorgiens se cristallisèrent dans le contexte de cette montée du nationalisme géorgien, mais aussi à travers les divergences idéologiques sur la manière de gérer l'avenir de l'Abkhazie au sein de la Géorgie. Le climat politique devenait de plus en plus polarisé, et les autorités soviétiques, tout en essayant de maintenir l'unité de l'URSS, ne parvinrent pas à apaiser les tensions locales.
La situation se détériora lorsque les manifestations pour l’indépendance en Géorgie se radicalisèrent. En 1989, des violentes émeutes éclatèrent à Tbilissi, réprimées brutalement par l'armée soviétique. Cette répression violente des manifestations pro-indépendance à Tbilissi, qui se solda par de nombreuses victimes, marqua un tournant. Elle fit émerger un fort sentiment anti-soviétique parmi la population géorgienne, tout en exacerbant les sentiments nationalistes, qui se répercutèrent sur les relations avec les Abkhazes et d'autres minorités. Les événements de 1989 furent donc à la fois le reflet d'une lutte pour l'indépendance géorgienne et d'une guerre idéologique et ethnique latente entre les différentes communautés de la région.

## Les émeutes

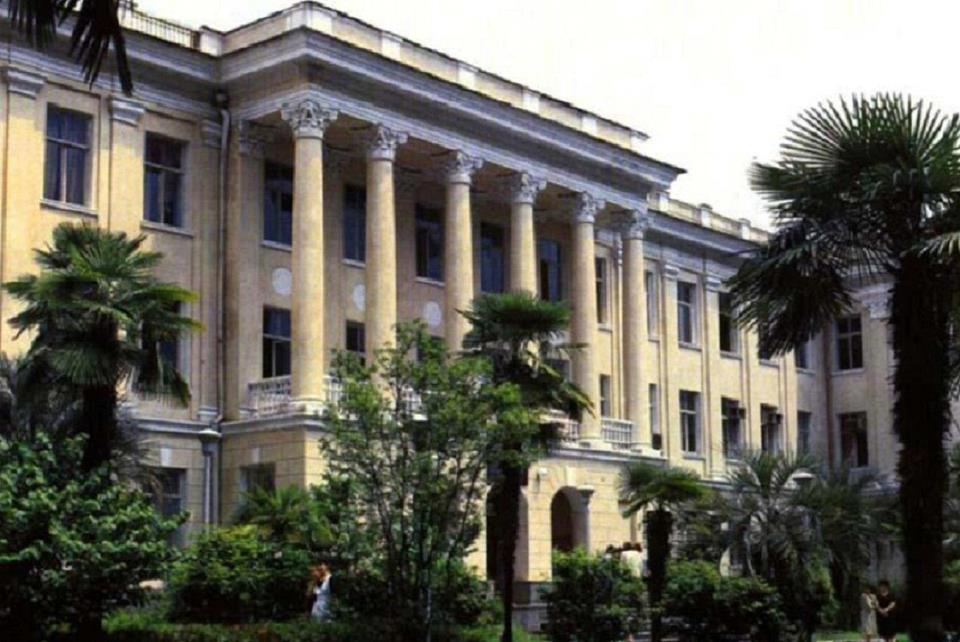
L’Université d’Etat de Tbilissi, à l’origine des émeutes

En mars 1989, des manifestations éclatèrent à Soukhoumi, alimentées par la décision controversée des autorités soviétiques de créer une branche de l’Université d'État de Tbilissi dans la ville. Cette mesure fut perçue par les Abkhazes comme un signe de l’hégémonie culturelle et politique géorgienne. Craignant que l’ouverture de cette université ne renforce la présence géorgienne et ne mette en péril leur identité, des milliers d’Abkhazes descendirent dans les rues pour protester.
La mobilisation initiale, pacifique, prit rapidement de l’ampleur. Les étudiants, les intellectuels et des membres de la société civile abkhaze réclamèrent l’annulation de la décision et demandèrent des garanties sur la protection de leurs droits culturels et linguistiques. Cependant, la réaction de la population géorgienne de Soukhoumi fut tout aussi vigoureuse : des contre-manifestations eurent lieu, exacerbant les tensions.
Le climat d’hostilité grandit et des affrontements éclatèrent entre les deux communautés, parfois violents. La situation atteignit son paroxysme lorsque des émeutes ouvertes et des heurts physiques se produisirent, entraînant des blessés des deux côtés. Les autorités soviétiques, inquiètes de la montée de la violence et de la déstabilisation de la région, dépêchèrent des troupes pour restaurer l’ordre. Cette intervention, loin de calmer la situation, accrut le ressentiment de la population abkhaze, qui voyait dans la présence militaire un soutien tacite à la position géorgienne. Le 16 juillet, des étudiants et des extrémistes Abkhazes prennent d’assaut la nouvelle université. Les troupes sur place n’interviennent pas immédiatement et attendent l’instauration de la loi martiale par le gouvernement. Au total c’est pas moins de 448 blessés et 18 morts qui seront recensés, majoritairement des Géorgiens, pris à partie.
Ces événements de mars à juillet 1989 furent précurseurs des tensions qui allaient se poursuivre et se développer en guerre ouverte quelques années plus tard.